# Żukowo (gmina)
Żukowo (kaszb. gmina Żukòwò) – gmina miejsko-wiejska w województwie pomorskim, w powiecie kartuskim. Gmina w całości znajduje się w aglomeracji trójmiejskiej. W latach 1975–1998 gmina położona była w województwie gdańskim. W 2013 w gminie wprowadzono język kaszubski jako język pomocniczy.
Siedziba gminy to Żukowo.
Według danych z 31 grudnia 2023 gminę zamieszkiwały 50 982 osoby.

## Sołectwa
W skład gminy wchodzi miasto Żukowo oraz 22 sołectwa: Babi Dół, Banino, Borkowo, Chwaszczyno, Czaple, Glincz, Leźno, Łapino Kartuskie, Małkowo, Miszewo, Niestępowo, Nowy Świat, Otomino, Pępowo, Przyjaźń, Rębiechowo, Rutki, Skrzeszewo, Sulmin, Tuchom, Widlino i Żukowo-Wieś.

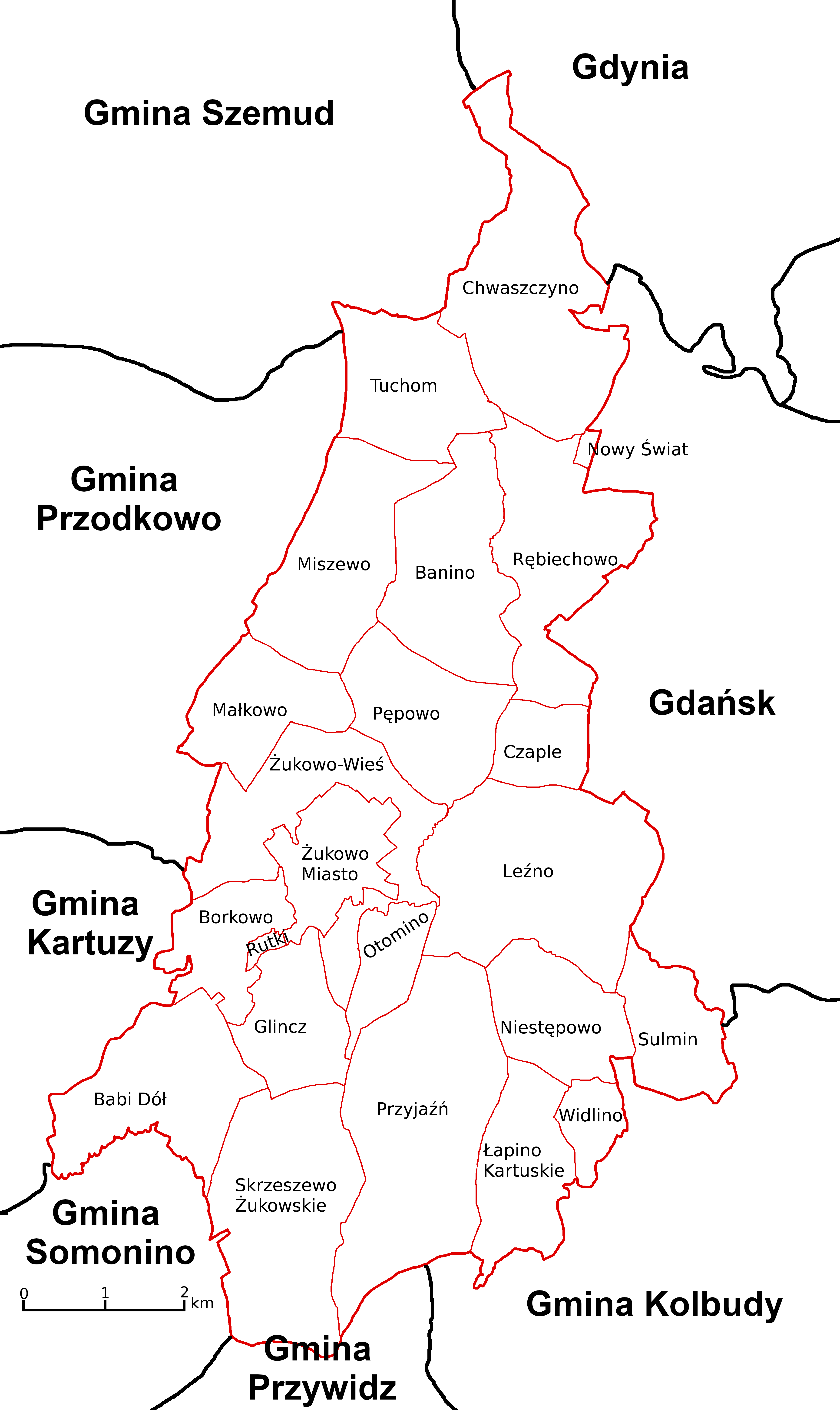
Podział gminy Żukowo na sołectwa

## Struktura powierzchni
Według danych z 2005 gmina Żukowo ma obszar 163,95 km², w tym:
- użytki rolne: 69%
- użytki leśne: 21%

Gmina stanowi 14,64% powierzchni powiatu.

## Transport
Przez gminę przebiegają drogi krajowe: 7 (Żukowo-Chyżne), 20 (Stargard-Gdynia), S6 (Szczecin-Rusocin), wojewódzkie: 211 (Żukowo-Nowa Dąbrowa), 218 (Krokowa-Gdańsk) oraz linie kolejowe: 229 (Pruszcz Gdański-Łeba) i 201 (Nowa Wieś Wielka-Gdynia).

## Demografia
Dane z 31.12.2023:
| Opis      | Ogółem | Ogółem | Kobiety | Kobiety | Mężczyźni | Mężczyźni |
| --------- | ------ | ------ | ------- | ------- | --------- | --------- |
| jednostka | osób   | %      | osób    | %       | osób      | %         |
| populacja | 50 982 | 100    | 25 645  | 50      | 25 337    | 50        |

Na początku lat 90. gminę zamieszkiwało mniej niż 20 tys. osób. W 2014 liczba mieszkańców gminy wynosiła 32 tys., a w końcu 2021 ponad 42 tys.

## Miejscowości
| Tab. 1. Miejscowości podstawowe oraz ich integralne części w administracji gminy Żukowo, z wyrażeniem ich położenia geograficznego. | Tab. 1. Miejscowości podstawowe oraz ich integralne części w administracji gminy Żukowo, z wyrażeniem ich położenia geograficznego. | Tab. 1. Miejscowości podstawowe oraz ich integralne części w administracji gminy Żukowo, z wyrażeniem ich położenia geograficznego. | Tab. 1. Miejscowości podstawowe oraz ich integralne części w administracji gminy Żukowo, z wyrażeniem ich położenia geograficznego. | Tab. 1. Miejscowości podstawowe oraz ich integralne części w administracji gminy Żukowo, z wyrażeniem ich położenia geograficznego. |
| Identyfikator SIMC | Nazwa miejscowości | Rodzaj miejscowości | Miejscowość podstawowa | Położenie geograficzne |
| --- | --- | --- | --- | --- |
| 0177106 | Babi Dół | wieś | | 54°17′56″N 18°18′36″E/54,298889 18,310000                                                                                           |
| 0177112 | Banino | wieś | | 54°23′42″N 18°24′20″E/54,395000 18,405556                                                                                           |
| 0177129 | Barniewice | wieś | | 54°24′17″N 18°26′15″E/54,404722 18,437500                                                                                           |
| 0177158 | Borkowo | wieś | | 54°20′04″N 18°19′57″E/54,334444 18,332500                                                                                           |
| 0177135 | Borowiec | osada | | 54°24′42″N 18°24′47″E/54,411667 18,413056                                                                                           |
| 0177170 | Chwaszczyno | wieś | | 54°26′35″N 18°25′12″E/54,443056 18,420000                                                                                           |
| 0177230 | Czaple | wieś | | 54°21′51″N 18°26′10″E/54,364167 18,436111                                                                                           |
| 0177187 | Czarne Błota | część wsi | Chwaszczyno | 54°25′11″N 18°25′59″E/54,419722 18,433056                                                                                           |
| 0177299 | Dąbrowa | wieś | | 54°23′38″N 18°22′47″E/54,393889 18,379722                                                                                           |
| 0935133 | Dębniak | część wsi | Żukowo | 54°19′30″N 18°21′52″E/54,325000 18,364444                                                                                           |
| 0991380 | Glincz | wieś | | 54°19′22″N 18°20′41″E/54,322778 18,344722                                                                                           |
| 0177201 | Kowale | część wsi | Chwaszczyno | 54°25′38″N 18°26′38″E/54,427222 18,443889                                                                                           |
| 0177394 | Krowie Łąki | część kolonii | Piaski | 54°17′19″N 18°19′28″E/54,288611 18,324444                                                                                           |
| 0177247 | Leźno | wieś | | 54°20′46″N 18°25′58″E/54,346111 18,432778                                                                                           |
| 0177537 | Lisewo | część wsi | Żukowo | 54°20′13″N 18°20′30″E/54,336944 18,341667                                                                                           |
| 0177218 | Lisie Błoto | część wsi | Chwaszczyno | 54°26′05″N 18°24′25″E/54,434722 18,406944                                                                                           |
| 0177253 | Lniska | wieś | | 54°20′27″N 18°24′41″E/54,340833 18,411389                                                                                           |
| 1014464 | Lniska | część wsi | Żukowo | 54°20′23″N 18°23′33″E/54,339722 18,392500                                                                                           |
| 0177260 | Łapino Kartuskie | wieś | | 54°17′05″N 18°25′50″E/54,284722 18,430556                                                                                           |
| 0177276 | Małkowo | wieś | | 54°22′14″N 18°19′59″E/54,370556 18,333056                                                                                           |
| 0177508 | Mankocin | część wsi | Łapino Kartuskie | 54°18′22″N 18°25′38″E/54,306111 18,427222                                                                                           |
| 0177282 | Miszewko | wieś | | 54°24′12″N 18°21′31″E/54,403333 18,358611                                                                                           |
| 0177313 | Miszewo | wieś | | 54°23′19″N 18°21′33″E/54,388611 18,359167                                                                                           |
| 0177320 | Niestępowo | wieś | | 54°19′12″N 18°25′28″E/54,320000 18,424444                                                                                           |
| 0177141 | Nowy Świat | osada | Barniewice | 54°25′02″N 18°26′47″E/54,417222 18,446389                                                                                           |
| 0177307 | Nowy Tuchom | wieś | Miszewko | 54°24′43″N 18°23′05″E/54,411944 18,384722                                                                                           |
| 0177365 | Otomino | wieś | | 54°19′39″N 18°22′31″E/54,327500 18,375278                                                                                           |
| 0177371 | Pępowo | wieś | | 54°22′09″N 18°23′34″E/54,369167 18,392778                                                                                           |
| 0177388 | Piaski | kolonia wsi | Skrzeszewo | 54°18′09″N 18°20′13″E/54,302500 18,336944                                                                                           |
| 0177402 | Przyjaźń | wieś | | 54°18′36″N 18°23′32″E/54,310000 18,392222                                                                                           |
| 1014487 | Pustki Żukowskie | część wsi | Żukowo | 54°21′23″N 18°19′29″E/54,356389 18,324722                                                                                           |
| 0177224 | Rewerenda | część wsi | Chwaszczyno | 54°27′24″N 18°25′32″E/54,456667 18,425556                                                                                           |
| 0177448 | Rębiechowo | wieś | | 54°23′07″N 18°25′42″E/54,385278 18,428333                                                                                           |
| 0177164 | Rutki | wieś | | 54°19′51″N 18°20′20″E/54,330833 18,338889                                                                                           |
| 0177454 | Skrzeszewo | wieś | | 54°17′04″N 18°21′05″E/54,284444 18,351389                                                                                           |
| 0177336 | Stara Piła | osada | Przyjaźń | 54°19′28″N 18°24′31″E/54,324444 18,408611                                                                                           |
| 0177460 | Sulmin | wieś | | 54°18′46″N 18°28′21″E/54,312778 18,472500                                                                                           |
| 0177477 | Tuchom | wieś | | 54°25′45″N 18°23′25″E/54,429167 18,390278                                                                                           |
| 0177483 | Tuchomka | część wsi | Tuchom | 54°25′38″N 18°22′21″E/54,427222 18,372500                                                                                           |
| 0177490 | Widlino | wieś | | 54°18′02″N 18°26′41″E/54,300556 18,444722                                                                                           |
| 0177514 | Żukowo | wieś | | 54°21′26″N 18°20′35″E/54,357222 18,343056                                                                                           |
| Źródła: Wykaz urzędowych nazw miejscowości i ich części(xls),Zbiory danych państwowego rejestru nazw geograficznych -2025-05-07     | | | | |

- Piramida wieku mieszkańców gminy Żukowo w 2014[7].

## Ochrona przyrody
- Rezerwat przyrody Jar Rzeki Raduni

## Sąsiednie gminy
Gdańsk, Gdynia, Kartuzy, Kolbudy, Przodkowo, Przywidz, Somonino, Szemud